# Parti libéral-démocrate de Biélorussie
Le Parti libéral-démocrate de Biélorussie (Лібэральна-дэмакратычная партыя en biélorusse, LDPB, et Либерально-демократическая партия en russe) est un parti politique fondé en 1994.
Bien que théoriquement dans l'opposition, le LDPB est généralement considéré comme membre de la majorité présidentielle d’Alexandre Loukachenko ou fidèle à celui-ci,. 
Il défend l'intégration dans la fédération de Russie.
Le président du parti, Siarhieï Haïdoukievitch, recueille 3,5 % des voix lors de l'élection présidentielle de 2006, ne se présente pas en 2010, et obtient 3,3 % des voix en 2015.

Drapeau du Parti libéral-démocrate de Biélorussie
Drapeau du Parti libéral-démocrate de Biélorussie